# کلیسای گریگور روشنگر مقدس (تفلیس)
کلیسای گریگور روشنگر مقدس (ارمنی: Սուրբ Գրիգոր Լուսավորիչ եկեղեցի؛ انگلیسی: Saint Gregory the Illuminator Church, Tbilisi) یک کلیسا متعلق به کلیسای حواری ارمنی واقع در شهر تفلیس،  گرجستان می‌باشد. ساخت و ساز این ساختمان در سال میلادی؛ به پایان رسید. این بنا به سبک معماری ارمنی طراحی شده است.